# Liste des châteaux et palais du Liban
Cette liste non exhaustive répertorie les principaux châteaux et palais au Liban classés par région.
Elle inclut les châteaux ou forteresses au sens large du terme, quel que soit leur état de conservation (ruines, bâtiments d'origine ou restaurés) et leur statut mais aussi les palais présents au Liban.

## Gouvernorat du Nord
- Château Saint-Gilles à Tripoli
- Tour des Lions
- Fort de Mseilha
- Château de Iaal

## Gouvernorat de Beyrouth
- Palais Sursock
- Palais Boutros
- Château de Beyrouth
- Grand sérail de Beyrouth
- Petit sérail de Beyrouth
- Manoir de Donna Maria Sursock
- Palais de Moussa Sursock
- Villa Linda Sursock
- Palais de Hneineh
- Palais de Malhame
- Palais de Mir Amin
- Résidence des pins
- Palais de Robert Mouawad
- Palais Ziade

## Gouvernorat du Mont-Liban
- Château de Byblos
- Château de Moussa
- Qalaat Faqra (ruines)
- Sérail de Baabda
- Palais présidentiel de Baabda
- Palais de Beiteddine
- Palais de Fakhreddine

## Gouvernorat du Sud-Liban
- Château de Sidon
- Château Saint-Louis (Sidon)
- Palais de Debbane

## Gouvernorat de Nabatieh
- Toron des chevaliers
- Forteresse de Beaufort

## Gouvernorat de la Bekaa
- Fort de Rachaya